# Castors River North
Castors River North is een plaats en local service district in de Canadese provincie Newfoundland en Labrador. De plaats bevindt zich in het noorden van het eiland Newfoundland.

## Geografie
Castors River North ligt aan de westkust van het Great Northern Peninsula, het meest noordelijke gedeelte van Newfoundland. Het dorp ligt ten zuidoosten van Bartletts Harbour en ten noordwesten van Castors River South, aan de oevers van St. John Bay.

## Toponymie
De plaats staat zowel als Castors River North en als Castor River North bekend; ook in officiële documenten worden beide spellingswijzen door elkaar gebruikt. De naam verwijst naar de Castors, een rivier die zo'n kilometer verder zuidwaarts uitmondt in St. John Bay. Aan de monding zelf ligt het dorp Castors River South.

## Geschiedenis
In 1993 kreeg Castors River North voor het eerst beperkt lokaal bestuur doordat de plaats een local service district werd.

## Demografie
In de jaren 1990 wist de designated place Castors River North te ontsnappen aan de demografische daling die zich toen in de meeste afgelegen plaatsen op Newfoundland ingezet had. Vanaf 2001 is ook in Castors River North de bevolkingsomvang echter geleidelijk aan begin dalen.
| Demografische ontwikkeling van Castors River North tussen 1991 en 2021 |
| ---------------------------------------------------------------------- |
|                                                                        |
| Bron: Statistics Canada (1991–1996, 2001–2006, 2011–2016, 2021)        |